# Will Claye
Will Claye (* 13. června 1991 Tucson, Arizona) je americký atlet, specializující se na skok daleký a trojskok. Je dvojnásobným halovým mistrem světa v trojskoku z let 2012 a 2018.

## Sportovní kariéra
Na MS v atletice 2011 v jihokorejském Tegu vybojoval výkonem 17,50 metru bronzovou medaili v trojskoku. Na témže šampionátu postoupil rovněž do finále skoku do dálky, kde obsadil 9. místo.
V roce 2012 se stal v Istanbulu halovým mistrem světa v trojskoku, když si vylepšil osobní rekord v hale a skočil 17,70 m. V témže roce získal bronzovou medaili v dálce na LOH v Londýně. Ještě lépe se mu dařilo v trojskoku, kde skončil stříbrný a nestačil pouze na krajana Christiana Taylora. Třetí olympijskou medaili v trojskoku přidal na LOH 2016 v Riu, kde bral znovu skončil druhý za Taylorem. Na olympiádě v Tokiu skončil těsně čtvrtý, kdy ho od bronzové medaile Huguese Zanga dělily 3 cm.

## Osobní rekordy

#### Hala
- skok daleký – 8,24 m – 10. únor 2012, Fayetteville
- trojskok – 17,70 m – 11. březen 2012, Istanbul

#### Venku
- skok daleký – 8,29 m – 14. květen 2011, Athens
- trojskok – 18,14 m – 29. červen 2019, Long Beach